# レ・ディ・ポルトガッロ (装甲艦)

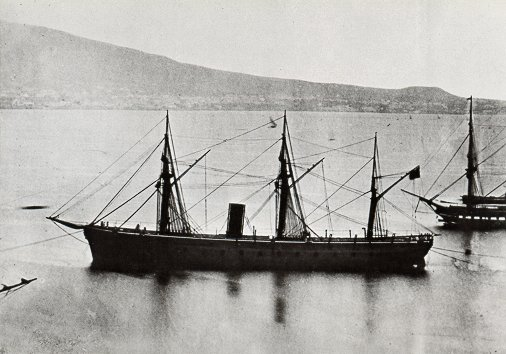
リッサ島攻撃に向かう前の頃の「レ・ディ・ポルトガッロ」、右側に見えるのは蒸気フリゲイト「パルテノーペ」

レ・ディ・ポルトガッロ (Re di Portogallo) はイタリア海軍の舷側砲門艦。一等装甲スクリュー・フリゲイト。レ・ディタリア級。艦名のポルトガル王とはルイス1世のことである。
1861年、ニューヨークのウィリアム・ウェッブ造船所に発注。同年12月起工。1863年8月29日進水。1864年3月12日就役。または1864年8月23日竣工。
常備排水量5610トン、満載排水量6082トン、全長326フィート9と1/2インチ (99.61m)、垂線間長275フィート (83.82m)、幅55フィート (16.76m)。または常備排水量5700トン、満載排水量6180トン、全長99.6m、垂線間長84.3m、幅16.6m、吃水6.7m。蒸気往復動機関1基、角缶4基搭載、1軸推進で速力10.6から10.8ノット。船体は木製で、舷側の装甲は厚さ120mm、または最大4フィート4と3/4インチ。帆装は三檣バーク。衝角を有する。
兵装は10インチ砲2門と164mm砲26門。または250mm施条砲2門、164mm32ポンド施条砲32門。もしくは252mm施条砲2門、164mm施条砲28門。
1866年6月20日、イタリアはオーストリアに宣戦布告し第3次イタリア独立戦争が始まる。7月16日、ペルサーノ提督率いるイタリア艦隊はアンコーナからリッサ島へ向け出撃した。7月18日、艦隊はリッサ島に到着し、攻撃を開始。「レ・ディ・ポルトガッロ」は「レ・ディタリア」などとともにPort San Giorgioを攻撃した。
7月20日、オーストリア艦隊が現れ、リッサ海戦が生起する。通報艦「Esploratore」が不審な船群発見を報告してきたとき「レ・ディ・ポルトガッロ」は機関に問題が起きていたが、修理を行い戦列に加わった。「レ・ディ・ポルトガッロ」はオーストリアの非装甲艦部隊と交戦。小型の「Elisabeth」と「Friedrich」を攻撃した「レ・ディ・ポルトガッロ」に対し、両艦を救うべくオーストリア戦列艦「Kaiser」が突入したが、衝突による「レ・ディ・ポルトガッロ」の被害は大きくはなかった。「レ・ディ・ポルトガッロ」のブルワークには「Kaiser」の船首像が突き刺さった状態で残された。
1870年、兵装が10インチ砲2門、8インチ砲6門、164mm砲12門、または250mm砲2門、200mm砲6門、164mm砲12門となる。1871年には砲術練習艦となり、兵装は8インチ砲20門、4.7インチ砲2門、80mm砲8門、または200mm砲12門、120mm砲2門、80mm砲8門となった。
乾燥していない木材が使用されていたことで「レ・ディ・ポルトガッロ」の寿命は短いものとなった。1875年3月31日に除籍され、その後解体された。